# 1977
Il 1977 (MCMLXXVII in numeri romani) è un anno  del XX secolo.

## Eventi
- In Sudafrica, per la prima volta nel secolo, le scuole "bianche" cattoliche, anglicane e metodiste ammettono i non-europei con criterio selettivo e limitato e con il tacito consenso del governo, allo scopo di "disinnescare" la situazione post-Soweto.

### Gennaio
- 6 gennaio – Cecoslovacchia: duecento intellettuali firmano la Charta 77 per chiedere il rispetto dei diritti civili nel paese.
- 17 gennaio – Gary Gilmore, condannato per assassinio, viene giustiziato da un plotone di esecuzione nello Utah, ponendo fine a una moratoria di dieci anni sulla pena di morte negli Stati Uniti.
- 18 gennaio – Catanzaro: prende il via il processo per la strage di piazza Fontana.
- 19 gennaio – Miami, Florida: per la prima e finora unica volta nella storia della città avviene una nevicata.
- 20 gennaio – Jimmy Carter è ufficialmente il nuovo presidente degli Stati Uniti.
- 21 gennaio – appena assunti i pieni poteri come nuovo presidente degli Stati Uniti, Jimmy Carter concede l'amnistia a circa 100.000 cittadini americani che dal 1964 al 1973 erano fuggiti in Canada per non essere arruolati nell'esercito e inviati in Vietnam. Circa 50.000 persone tornano negli Stati Uniti.
- 31 gennaio – a Parigi viene inaugurato il Centre Pompidou, in onore del vecchio presidente della Repubblica francese Georges Pompidou.

### Febbraio
- 1º febbraio – Italia: hanno inizio ufficialmente le trasmissioni televisive a colori della Rai dopo alcuni anni di sperimentazioni, con un ritardo di una decina d'anni rispetto ad altri paesi europei come Germania, Francia e Regno Unito. Nel corso dell'anno saranno avviate le trasmissioni delle televisioni private locali Tivuesse Telesecolo, Antenna 3 Lombardia, Teleradio Milano 2.
- 6 febbraio – Giubileo d'argento di Elisabetta II del Regno Unito
- 11 febbraio – Etiopia: dopo un golpe Hailè Mariam Menghistu diviene presidente del paese.
- 17 febbraio – Roma: il segretario della CGIL Luciano Lama viene violentemente contestato all'Università La Sapienza da gruppi di autonomi e indiani metropolitani ed è costretto a interrompere il comizio e ad abbandonare la manifestazione. Nasce il movimento del Settantasette.

### Marzo
- 2 marzo — Libia: il colonnello Gheddafi annuncia la nascita della Gran Giamahiria Araba Libica Popolare Socialista.
- 3 marzo – Italia: un C-130 Hercules si schianta sul Monte Serra causando 44 vittime dei quali 38 erano allievi cadetti dell'Accademia Navale di Livorno.
- 4 marzo – Romania: un terremoto di magnitudo 7,2 gradi sulla scala Richter uccide oltre 1.500 persone, la maggioranza a Bucarest, nei crolli di 33 palazzi.
- 10 marzo – Italia: il Parlamento in seduta comune delibera la messa in stato di accusa degli ex ministri Luigi Gui e Mario Tanassi per corruzione aggravata a danno dello Stato (scandalo Lockheed). È la prima volta nella storia della Repubblica Italiana.
- 11 marzo – Bologna: aggressioni tra studenti dell'estrema sinistra e di Comunione e Liberazione con intervento delle forze dell'ordine. Il militante di Lotta Continua Francesco Lorusso muore colpito da un proiettile sparato dalla polizia. I manifestanti erigono barricate e la città resta in stato d'assedio per tre giorni, finché il ministro dell'Interno Francesco Cossiga invia in città i carri armati.[1]
- 12 marzo – Torino: le Brigate Comuniste Combattenti Prima Linea uccidono per mano di Enrico Galmozzi il brigadiere di polizia Giuseppe Ciotta.
- 22 marzo – India: si dimette il primo ministro Indira Gandhi.
- 24 marzo – Bruxelles: ratificato il Trattato di Bruxelles, patto di autodifesa collettiva a livello europeo.
- 25 marzo – Buenos Aires, Argentina: la dittatura militare argentina uccide il giornalista Rodolfo Walsh
- 27 marzo – Disastro di Tenerife: il più grave incidente nella storia dell'aviazione civile; in uno scontro sulla pista dell'aeroporto di Los Rodeos tra due boeing 747 (uno della KLM e uno della Pan Am) periscono 583 passeggeri, soltanto 61 i sopravvissuti.
- 28 marzo: domanda ufficiale d'adesione del Portogallo alla Comunità europea

### Aprile
- 2 aprile – Milano: viene arrestato il gangster Francis Turatello.
- 5 aprile – Napoli: viene rapito Guido De Martino, figlio di Francesco De Martino, ex segretario del Partito Socialista Italiano e candidato alla presidenza della repubblica. Sarà rilasciato il 15 maggio, ma la dinamica del rapimento non sarà mai chiarita.
- 9 aprile – Il Gibuti aderisce alla Lega araba.
- 14 aprile – Eugenio Cefis si dimette da presidente della Montedison.
- 18 aprile – il FMI accorda 530 milioni di dollari in prestito all'Italia in cambio dell'impegno a una politica di deflazione.
- 21 aprile – Roma: scontri nel quartiere San Lorenzo tra polizia e autonomi: muore l'agente Settimio Passamonti.
- 26 aprile – New York: si tiene la serata inaugurale dello Studio 54, destinato a divenire il simbolo dell'epopea della disco music.
- 28 aprile – Torino: Fulvio Croce, presidente dell'Ordine degli avvocati incaricato di designare i difensori di Renato Curcio, è ucciso dalle Brigate Rosse. Il processo alle BR è rinviato perché i giudici popolari rifiutano l'incarico.
- 30 aprile
  - Buenos Aires, Argentina: cominciano le manifestazioni pacifiche delle Madri di Plaza de Mayo di fronte alla Casa Rosada chiedendo l'apparizione dei loro figli rapiti dalla dittatura militare argentina
  - A causa di vecchi contrasti sulle zone di confine scoppia la guerra tra Vietnam e Cambogia.

### Maggio
- 7 maggio – la Francia vince l'Eurovision Song Contest, ospitato a Londra, Regno Unito.
- 12 maggio – Roma: durante una manifestazione del Partito Radicale la polizia interviene sparando: sul Ponte Garibaldi muore la studentessa Giorgiana Masi.
- 14 maggio - Milano: nei violenti scontri tra la polizia ed un gruppo di militanti dell'estrema sinistra extraparlamentare muore il vicebrigadiere del terzo reparto celere di Milano Antonio Custra: la foto del terrorista Giuseppe Memeo che spara ad altezza d'uomo in Via De Amicis diverrà celeberrima.
- 17 maggio - In Israele, alle elezioni i laburisti al potere da 28 anni vengono sconfitti dalla destra del Likud, guidato da M.Begin.
- 25 maggio – Stati Uniti: esce al cinema il primo episodio della saga di Guerre stellari.

### Giugno
- 2 giugno – Milano: viene gambizzato dalle Brigate Rosse il direttore del Giornale nuovo Indro Montanelli.
- 3 giugno – Roma: brigatisti feriscono alle gambe il direttore del TG1 Emilio Rossi.
- 5 giugno – Seychelles: France-Albert René viene eletto presidente.
- 15 giugno
  - Spagna: prime elezioni libere dopo la fine del regime franchista. Vince l'Unione del Centro Democratico con il 34% dei voti. Alle elezioni concorre anche il Partito Comunista, non più fuorilegge.
  - Gleneagles: il Commonwealth delle nazioni, per boicottare il regime di apartheid applicato in Sudafrica, sottoscrive l'accordo di Gleneagles decretando l'isolamento sportivo del Sudafrica.
- 26 giugno – ultimo concerto live di Elvis Presley
- 27 giugno – il Gibuti dichiara l'indipendenza dalla Francia

### Luglio
- 5 luglio - Pakistan: il generale Muhammad Zia-ul-Haq depone con un colpo di Stato il primo ministro Zulfiqar Ali Bhutto, il quale sarà poi giustiziato nel 1979.
- 13 luglio - Scoppia la guerra tra Etiopia e Somalia per il possesso dell'Ogaden, regione abitata in prevalenza da somali.
- 14 luglio – New York: un imponente blackout colpisce la città dopo che alcuni fulmini colpiscono una centrale elettrica
- 15 luglio – Gedda: una principessa e suo marito sono giustiziati nella capitale saudita perché colpevoli di avere contratto un matrimonio non voluto dalla famiglia reale. La principessa Misha'al bint Fahd Al Sa'ud, 23 anni, viene fucilata davanti al marito, il quale subito dopo verrà decapitato con la scimitarra.
- 18 luglio – Catanzaro: apertura del processo per la strage di piazza Fontana, ivi spostato da Milano.
- 21 luglio – Libia: truppe egiziane varcano il confine e bombardano la base aerea di Al Adem. È l’inizio della guerra libico-egiziana, che si concluderà pochi giorni dopo.
- 28 luglio – domanda ufficiale d'adesione della Spagna alla Comunità europea

### Agosto
- 15 agosto
  - Roma: Herbert Kappler, criminale di guerra nazista e responsabile dell'eccidio delle Fosse Ardeatine, fugge dall'ospedale militare del Celio dove si trova ricoverato sotto custodia. PRI e PCI chiedono le dimissioni del ministro della Difesa Vito Lattanzio, che attribuisce ai carabinieri la responsabilità della fuga.
  - Ohio: il radiotelescopio Big Ear, dell'Ohio State University, riceve dallo Spazio un forte segnale che sembra potersi collegare a una intelligenza extraterrestre. Il segnale è denominato segnale Wow! con riferimento al commento scritto lasciato dal tecnico in servizio. L'episodio è rimasto poi senza un seguito, tuttavia sono state successivamente escluse le ipotesi secondo le quali il segnale avrebbe avuto un'origine intelligente ma terrestre o, al contrario, un'origine extraterrestre ma naturale.
- 20 agosto – viene lanciata la sonda spaziale Voyager 2.
- 28 agosto – Montalto di Castro: una manifestazione contro la centrale Enel segna la nascita del movimento anti-nucleare italiano[2].

### Settembre
- 4 settembre – San Cristóbal, Venezuela: Francesco Moser si laurea campione del mondo di ciclismo su strada. Terzo posto per Franco Bitossi.
- 5 settembre
  - Germania: la Rote Armee Fraktion rapisce il presidente degli industriali tedeschi Hanns-Martin Schleyer e uccide i 4 uomini della sua scorta; verrà trovato morto nel bagagliaio di un'auto il 19 ottobre.
  - viene lanciata la sonda spaziale Voyager 1.
- 10 settembre – Marsiglia: viene usata per l'ultima volta la ghigliottina. L'ultimo decapitato è l'omicida Amida Djandoubi.
- 11 settembre – inizio della vendita dell'Atari 2600, la prima console da gioco ad ampia diffusione della storia.
- 16 settembre – Zurigo: Andreas Grüntzig esegue la prima angioplastica coronarica.
- 30 settembre – Roma: durante un volantinaggio, il militante di Lotta Continua Walter Rossi viene ucciso a colpi di pistola da un gruppo di neofascisti.

### Ottobre
- 1º ottobre – Torino: durante la manifestazione di protesta per l'assassinio di Walter Rossi, il lancio di bombe molotov contro il bar Angelo Azzurro causa la morte dello studente Roberto Crescenzio.
- 7 ottobre – Il soviet supremo approva e mette in vigore l'ultima revisione della costituzione dell'Unione Sovietica.
- 17 ottobre – nel carcere di Stammheim, Germania, tre capi della Rote Armee Fraktion vengono trovati morti in cella.
- 20 ottobre – incidente aereo in cui muoiono alcuni componenti dei Lynyrd Skynyrd.

### Novembre
- 2 novembre – Roma: ferito dalle Brigate Rosse l'esponente democristiano Publio Fiori.
- 8 novembre – Grecia: viene portata alla luce la tomba di Filippo II (padre di Alessandro Magno) a Verghina.
- 16 novembre – Torino: le Brigate Rosse sparano quattro colpi di pistola contro il vicedirettore de La Stampa Carlo Casalegno, che muore dodici giorni dopo.
- 19 novembre - Il presidente egiziano Sadat tiene uno storico discorso alla Knesset, il Parlamento Israeliano.
- 28 novembre – Bari: un commando neofascista uccide a coltellate l'operaio comunista Benedetto Petrone.

### Dicembre
- 1º dicembre – Nascita della Nickelodeon.
- 4 dicembre – Incoronazione di Bokassa I

## Nati
Ci sono circa 4 310 voci su persone nate nel 1977; vedi la pagina Nati nel 1977 per un elenco descrittivo o la categoria Nati nel 1977 per un indice alfabetico.

## Morti
Ci sono circa 1 290 voci su persone morte nel 1977; vedi la pagina Morti nel 1977 per un elenco descrittivo o la categoria Morti nel 1977 per un indice alfabetico.

## Calendario
| Calendario 1977 | Calendario 1977 | Calendario 1977 | Calendario 1977 | Calendario 1977 | Calendario 1977 | Calendario 1977 | Calendario 1977 | Calendario 1977 | Calendario 1977 | Calendario 1977 | Calendario 1977 | Calendario 1977 | Calendario 1977 | Calendario 1977 | Calendario 1977 | Calendario 1977 | Calendario 1977 | Calendario 1977 | Calendario 1977 | Calendario 1977 | Calendario 1977 | Calendario 1977 | Calendario 1977 | Calendario 1977 | Calendario 1977 | Calendario 1977 | Calendario 1977 | Calendario 1977 | Calendario 1977 | Calendario 1977 | Calendario 1977 | Calendario 1977 |
| --------------- | --------------- | --------------- | --------------- | --------------- | --------------- | --------------- | --------------- | --------------- | --------------- | --------------- | --------------- | --------------- | --------------- | --------------- | --------------- | --------------- | --------------- | --------------- | --------------- | --------------- | --------------- | --------------- | --------------- | --------------- | --------------- | --------------- | --------------- | --------------- | --------------- | --------------- | --------------- | --------------- |
|                 | 1               | 2               | 3               | 4               | 5               | 6               | 7               | 8               | 9               | 10              | 11              | 12              | 13              | 14              | 15              | 16              | 17              | 18              | 19              | 20              | 21              | 22              | 23              | 24              | 25              | 26              | 27              | 28              | 29              | 30              | 31              |                 |
| Gennaio         | Sa              | Do              | Lu              | Ma              | Me              | Gi              | Ve              | Sa              | Do              | Lu              | Ma              | Me              | Gi              | Ve              | Sa              | Do              | Lu              | Ma              | Me              | Gi              | Ve              | Sa              | Do              | Lu              | Ma              | Me              | Gi              | Ve              | Sa              | Do              | Lu              |                 |
| Febbraio        | Ma              | Me              | Gi              | Ve              | Sa              | Do              | Lu              | Ma              | Me              | Gi              | Ve              | Sa              | Do              | Lu              | Ma              | Me              | Gi              | Ve              | Sa              | Do              | Lu              | Ma              | Me              | Gi              | Ve              | Sa              | Do              | Lu              |                 |                 |                 |                 |
| Marzo           | Ma              | Me              | Gi              | Ve              | Sa              | Do              | Lu              | Ma              | Me              | Gi              | Ve              | Sa              | Do              | Lu              | Ma              | Me              | Gi              | Ve              | Sa              | Do              | Lu              | Ma              | Me              | Gi              | Ve              | Sa              | Do              | Lu              | Ma              | Me              | Gi              |                 |
| Aprile          | Ve              | Sa              | Do              | Lu              | Ma              | Me              | Gi              | Ve              | Sa              | Do              | Lu              | Ma              | Me              | Gi              | Ve              | Sa              | Do              | Lu              | Ma              | Me              | Gi              | Ve              | Sa              | Do              | Lu              | Ma              | Me              | Gi              | Ve              | Sa              |                 |                 |
| Maggio          | Do              | Lu              | Ma              | Me              | Gi              | Ve              | Sa              | Do              | Lu              | Ma              | Me              | Gi              | Ve              | Sa              | Do              | Lu              | Ma              | Me              | Gi              | Ve              | Sa              | Do              | Lu              | Ma              | Me              | Gi              | Ve              | Sa              | Do              | Lu              | Ma              |                 |
| Giugno          | Me              | Gi              | Ve              | Sa              | Do              | Lu              | Ma              | Me              | Gi              | Ve              | Sa              | Do              | Lu              | Ma              | Me              | Gi              | Ve              | Sa              | Do              | Lu              | Ma              | Me              | Gi              | Ve              | Sa              | Do              | Lu              | Ma              | Me              | Gi              |                 |                 |
| Luglio          | Ve              | Sa              | Do              | Lu              | Ma              | Me              | Gi              | Ve              | Sa              | Do              | Lu              | Ma              | Me              | Gi              | Ve              | Sa              | Do              | Lu              | Ma              | Me              | Gi              | Ve              | Sa              | Do              | Lu              | Ma              | Me              | Gi              | Ve              | Sa              | Do              |                 |
| Agosto          | Lu              | Ma              | Me              | Gi              | Ve              | Sa              | Do              | Lu              | Ma              | Me              | Gi              | Ve              | Sa              | Do              | Lu              | Ma              | Me              | Gi              | Ve              | Sa              | Do              | Lu              | Ma              | Me              | Gi              | Ve              | Sa              | Do              | Lu              | Ma              | Me              |                 |
| Settembre       | Gi              | Ve              | Sa              | Do              | Lu              | Ma              | Me              | Gi              | Ve              | Sa              | Do              | Lu              | Ma              | Me              | Gi              | Ve              | Sa              | Do              | Lu              | Ma              | Me              | Gi              | Ve              | Sa              | Do              | Lu              | Ma              | Me              | Gi              | Ve              |                 |                 |
| Ottobre         | Sa              | Do              | Lu              | Ma              | Me              | Gi              | Ve              | Sa              | Do              | Lu              | Ma              | Me              | Gi              | Ve              | Sa              | Do              | Lu              | Ma              | Me              | Gi              | Ve              | Sa              | Do              | Lu              | Ma              | Me              | Gi              | Ve              | Sa              | Do              | Lu              |                 |
| Novembre        | Ma              | Me              | Gi              | Ve              | Sa              | Do              | Lu              | Ma              | Me              | Gi              | Ve              | Sa              | Do              | Lu              | Ma              | Me              | Gi              | Ve              | Sa              | Do              | Lu              | Ma              | Me              | Gi              | Ve              | Sa              | Do              | Lu              | Ma              | Me              |                 |                 |
| Dicembre        | Gi              | Ve              | Sa              | Do              | Lu              | Ma              | Me              | Gi              | Ve              | Sa              | Do              | Lu              | Ma              | Me              | Gi              | Ve              | Sa              | Do              | Lu              | Ma              | Me              | Gi              | Ve              | Sa              | Do              | Lu              | Ma              | Me              | Gi              | Ve              | Sa              |                 |

## Premi Nobel
- per la pace: Amnesty International
- per la letteratura: Vicente Aleixandre
- per la medicina: Roger Guillemin, Andrew Schally, Rosalyn Sussman Yalow
- per la fisica: Philip Warren Anderson, Nevill Francis Mott, John Hasbrouck van Vleck
- per la chimica: Ilya Prigogine
- per l'economia: Bertil Ohlin, James Meade